# Atmosphère de Triton
L'atmosphère de Triton, principal satellite naturel de Neptune, s'étend jusqu'à 800 km au-dessus de la surface de Triton. L'atmosphère de Triton est principalement constituée de diazote, comme l'atmosphère de Titan et l'atmosphère terrestre. La pression au sol est de 14 µbar, ce qui représente 1/70 000 de la pression atmosphérique terrestre au niveau de la mer. À l'origine, les scientifiques pensaient que Triton possédait une atmosphère plus épaisse. Voyager 2 a observé l'atmosphère de façon rapprochée en 1989. Des observations récentes de l'atmosphère ont montré une hausse de la température.

## Composants majeures
Le gaz principal constituant l'atmosphère de Triton est le diazote N2, mais du méthane CH4 est également présent.

## Structure
L'atmosphère de Triton s'étend sur 800 km au-dessus de la surface, où la pression est de 14 microbars (soit 1/70 000 de la pression atmosphérique terrestre au niveau de la mer). La température de surface est d'au moins 35,6 K (−237,55 °C), ce qui correspond à la température de transition de la maille hexagonale vers la maille cubique de l'azote solide. La pression partielle d'azote gazeux au sol permet de fixer une borne supérieure à cette température de l'ordre d'une quarantaine de kelvins.
L'atmosphère de Triton est subdivisée en quatre parties :
- la troposphère, créé par les turbulences à la surface et atteignant environ 8 km d'altitude[8]
- la thermosphère
- l'ionosphère
- l'exosphère[9], la température y est de 95 kelvins.

Il n'y a pas de stratosphère.

## Conditions climatiques

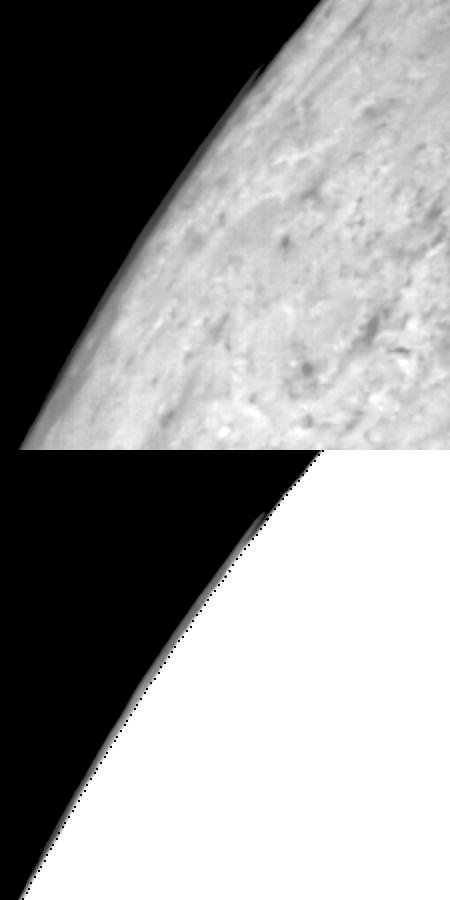
Un nuage au-dessus de l'horizon de Triton, pris par Voyager 2.

Les cristaux d'azote forment des nuages à quelques kilomètres au-dessus de la surface de Triton. De la brume a aussi été détectée, et serait composée d'hydrocarbures et de nitriles créés par l'action de la lumière solaire sur le méthane. L'atmosphère de Triton possède aussi des nuages d'azote qui se trouvent entre 1 et 3 km au-dessus de la surface. À environ 8 km d'altitude, des vents sont présents. Ces vents se dirigent vers l'ouest et sont créés par les différences de température entre les pôles et l'équateur. Ils sont capables de déplacer des objets d'une taille supérieure au micromètre. Le milieu de l'atmosphère est probablement distendu par des vents supersoniques, indiqué par la courbe de lumière de Triton. Les vents de basse altitude de l'hémisphère sud se dirigent vers le nord-est. Les clichés pris par Voyager 2 permirent de remarquer une forme anticyclonique causée par la glace sublimée. La vitesse des vents du cyclone était d'environ 5 m/s.

## Observations et exploration

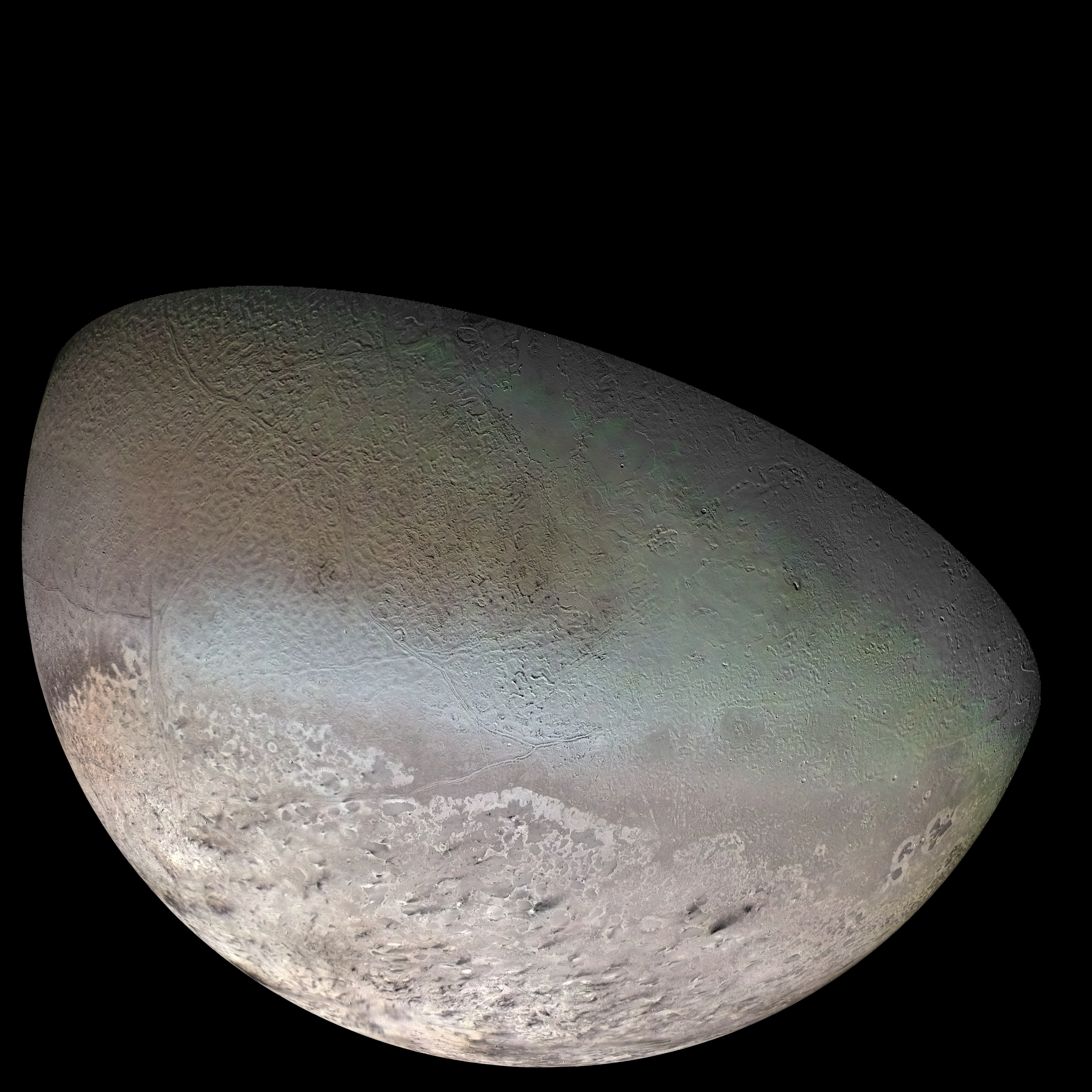
Mosaïque globale de couleurs de Triton, prise en 1989 par Voyager 2 lors de son survol du système Neptune.

### Avant Voyager 2
Avant que Voyager 2 ne survole Triton, on pensait que ce satellite possédait une atmosphère d'azote et de méthane avec une densité de l'ordre de 30 % de celle de la Terre, ce qui est similaire à ce qui avait été surestimé pour l'atmosphère de Mars ; ceci s'est révélé faux, mais, comme pour la planète Mars, une atmosphère primordiale a été postulée pour Triton.

### Voyager 2
Cinq heures avant l'approche de Neptune, Voyager 2 s'est approché de Triton en 1989. Durant le survol, Voyager 2 effectua des mesures de l'atmosphère, y trouvant du méthane et de l'azote.

### Observations suivantes
Durant les années 1990, des observations effectuées depuis la Terre du limbe de Triton ont été faites grâce l'occultation d'étoiles par celle-ci. Ces observations indiquèrent la présence d'une atmosphère plus dense que ce que les données de Voyager 2 indiquaient. D'autres observations ont montré une augmentation de la température de 5 % entre 1989 et 1998.
Ces observations indiquent que Triton entame une saison estivale inhabituellement chaude qui ne se produit qu'une fois tous les 100 ans environ. Les théories concernant ce réchauffement considèrent qu'une modification des glaces sur la surface de Triton et qu'une modification de l'albédo pourraient permettre l'absorption plus importante quantité d'énergie thermique. Une autre théorie propose que les changements de température soient le résultat de l'accumulation en surface de matériaux rouge sombre issus de l'intérieur du satellite et projetés dans l'atmosphère par les nombreux geysers qui ont été observés à sa surface, Triton étant, avec Io, l'un des satellites géologiquement les plus actifs du système solaire.

#### Triton Watch
Le programme Triton Watch emploie des astronomes pour surveiller les changements atmosphériques. Il a été créé à partir de fonds provenant de la  NASA.

## Sources
- (en) Cet article est partiellement ou en totalité issu de l’article de Wikipédia en anglais intitulé « Atmosphere of Triton » (voir la liste des auteurs).

## Compléments